# Jørgen From
Jørgen From (1866-1944) var en dansk bogbinder, idrætsmand og leder. Som idrætsmand favnede han bredt og dyrkede både gymnastik, brydning, boksning, vægtløftning og atletik. Han blev dansk mester i diskoskast som 32-årig og vandt flere fynske mesterskaber i forskellige discipliner.
From var formand for Odense Gymnastik-Forening gennem 40 år, fra 1890 til 1930, kun afbrudt af en pause i 1891 på grund af bortrejse. Udover de mange år som foreningsformand, var han også den første formand for Fyns Gymnastik- og Idræts-Forbund fra 1898 til 1909 og igen fra 1923 til 1927.

## Danske mesterskaber
- Bronze 1906 1903 Kuglestød 9,50
- Sølv 1905 Diskoskast 29,12
- Sølv 1904 Diskoskast 29,07
- Guld 1903 Diskoskast 28,47
- Bronze 1903 Kuglestød 9,72
- Bronze 1903 Hammerkast 28,55
- Sølv 1902 Hammerkast ?